# Kritsa

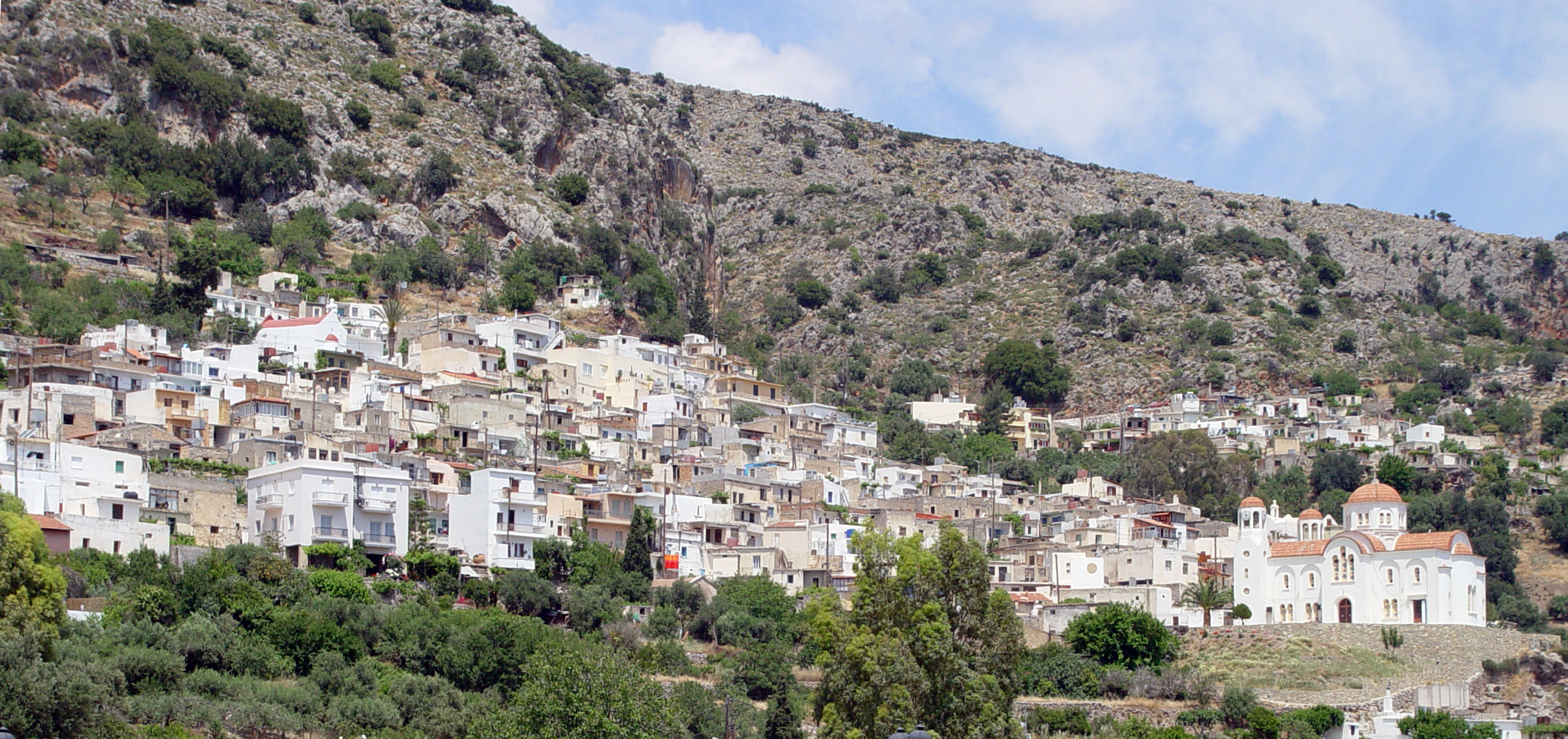
Kritsa am Berghang

Angebot an Handarbeiten in Kritsa

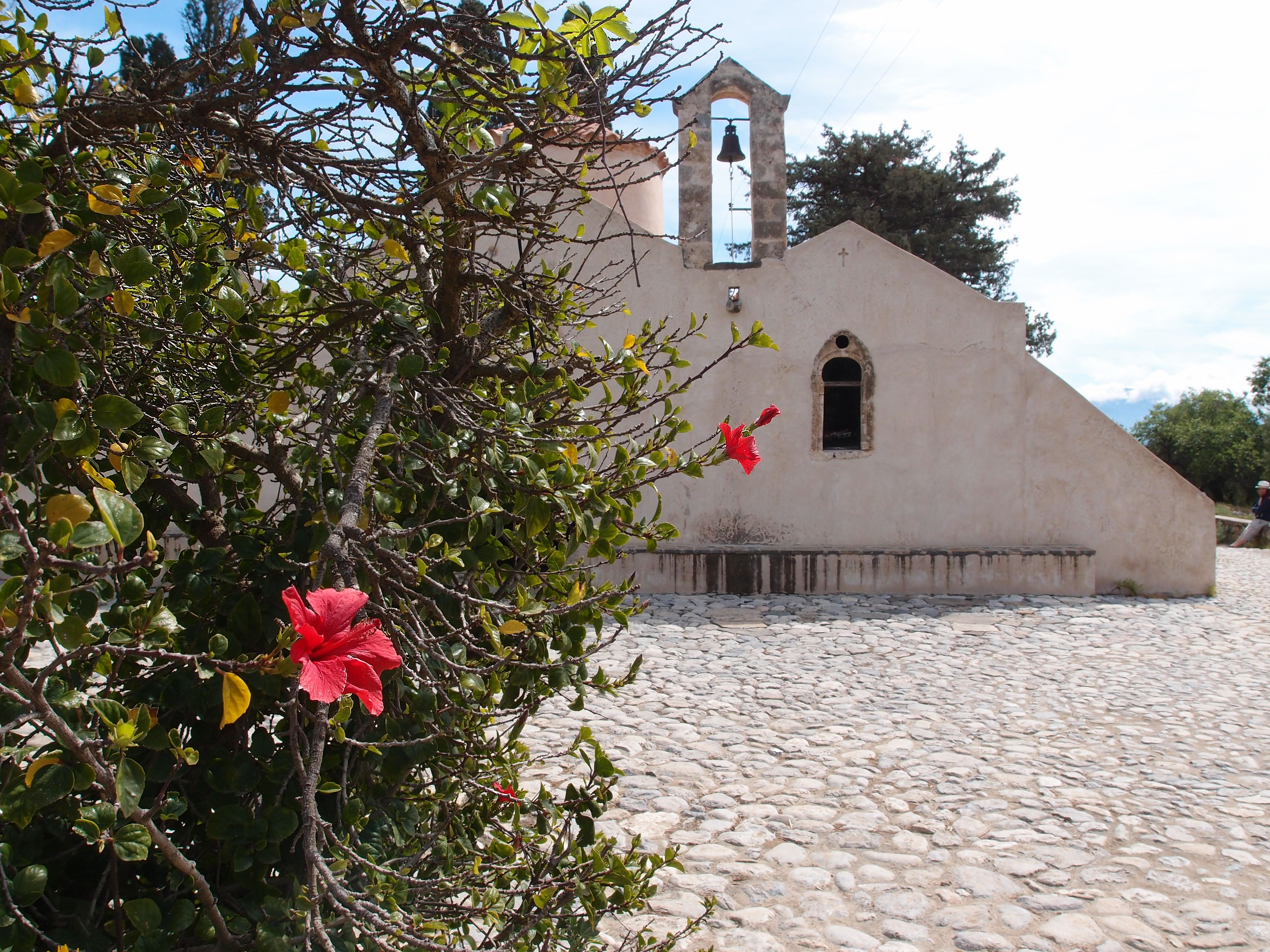
Kirche Panagía i Kerá in Kritsa, Kreta

Kritsa (griechisch Κριτσά (f. sg.)) ist ein Städtchen im Osten Kretas, im Gemeindebezirk Agios Nikolaos der gleichnamigen Gemeinde. Die Entfernung zur Stadt Ágios Nikólaos beträgt etwa neun Kilometer. Im Jahr 2011 zählte die Statistik 1.296 Einwohner in Kritsa selbst und 2.637 Einwohner mit den angeschlossenen Orten.
Kritsa diente im Jahr 1956 als Kulisse für die Dreharbeiten zu dem Film Der Mann, der sterben muss nach dem Roman von Nikos Kazantzakis. Bekannt ist Kritsa durch die Nähe zur Kirche Panagía i Kerá, die kurz vor dem Ort liegt. Die Bewohner verdienen ihren Lebensunterhalt neben der Landwirtschaft hauptsächlich durch den Verkauf von Handarbeitswaren, die in der Hauptstraße des Ortes vor fast jedem Haus angeboten werden.

## Sehenswertes
Neben der erwähnten Panagiakirche findet man in Kritsa und der Umgebung noch:
- die Friedhofskirche des Agios Ioannis Prodromos (Johannes der Täufer) aus dem Jahre 1370.[2]
- die Agios Georgios – Kirche (Hl. Georg) mit Restfresken aus dem dreizehnten Jahrhundert. Sie liegt an der linken Straßenseite auf der Strecke von Kritsa nach Kroustas.
- die Ruinen der antiken Höhensiedlung Lato.

Zudem gilt Kritsa als der Ausgangspunkt für Fahrten in die Dikti-Berge bis zur Katharo-Ebene in 1.100 Metern Höhe und zur Lasithi-Hochebene.

## Kritsa-Schlucht

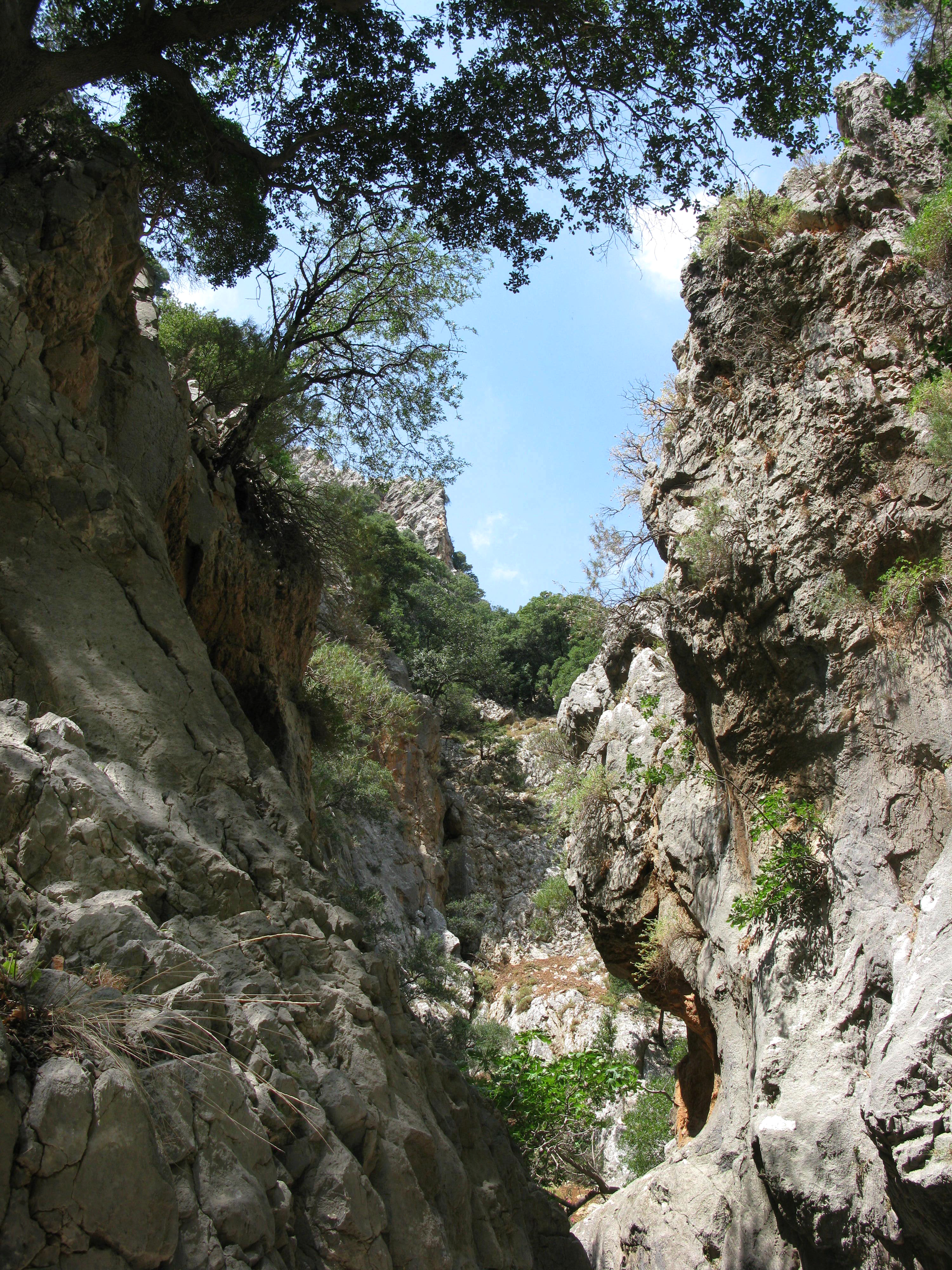
Kritsa-Schlucht, Kreta

Am nördlichen Ortsrand gehört die Kritsa-Schlucht zu einer der am meisten begangenen Wanderungen Ostkretas. Für die Begehung des etwa eineinhalb Kilometer langen Canyon sind hin und zurück etwa zwei Stunden einzuplanen.

## Siedlungen und Einwohner
| Ortschaft         | Einwohner (2011) | LAU-2 |
| ----------------- | ---------------- | ----- |
| Kritsa            | 1.296            | 01    |
| Ammoudara         | 493              | 02    |
| Vathy             | 211              | 03    |
| Kloster Theologos | 2                | 04    |
| Katharo-Hochebene | 18               | 05    |
| Kalyvos           | 66               | 06    |
| Mardati           | 191              | 07    |
| Rousa Limni       | 279              | 08    |
| Tapes             | 81               | 09    |